# Jean-Claude Romand
Jean-Claude Romand (Lons-le-Saunier, 11 febbraio 1954) è un truffatore e serial killer francese.

## Biografia

### Il finto medico
Originario del Giura, subito dopo il conseguimento della maturità, Romand si iscrisse alla Facoltà di Medicina dell'Università di Lione, dove non diede l'esame finale del secondo anno, necessario per accedere all'anno successivo, smettendo dunque di frequentare l'ateneo. Da quel momento in poi Romand inizierà a raccontare una serie di bugie ad amici e parenti, arrivando a far credere di essere un medico impiegato come ricercatore all'OMS e ottenendo denaro da prestiti richiesti per ragioni di lavoro o per curarsi da un millantato linfoma.

### Gli omicidi
Temendo che i familiari potessero scoprire gli enormi debiti da lui accumulati (ammontanti a circa due milioni di franchi), con la carabina regalatagli dal padre in gioventù, il 9 gennaio 1993 sterminò la propria famiglia, uccidendo la moglie con un corpo contundente e servendosi del fucile per porre fine alla vita dei genitori e dei figli. Dopo aver tentato di strangolare l'amante (con cui aveva contratto un debito di 900.000 franchi), Romand tentò il suicidio ingerendo una dose di barbiturici scaduti e dando fuoco alla propria abitazione.

### Arresto e processo
Sopravvissuto grazie al soccorso immediato dei vigili del fuoco, davanti all'emergere di prove che confutavano un'inizialmente ipotizzata morte accidentale degli altri famigliari, Romand confesserà i delitti individuandone le cause in un proprio raptus di follia. 
Ulteriori indagini nell'ambito dell'OMS faranno tuttavia emergere il vero movente della strage. Il processo, iniziato il 25 giugno 1996, si concluse il 6 luglio con una condanna alla pena dell'ergastolo.
Il 25 aprile 2019, la Corte d’Appello di Bourges ha accolto l’istanza di libertà presentata dai suoi avvocati e la decisione, secondo quanto scrive «Le Figaro», sarebbe diventata effettiva entro il successivo 28 giugno. Dopo 26 anni, Romand è tornato in libertà vigilata, con l'obbligo di indossare il braccialetto elettronico per 24 mesi; sarà sottoposto a restrizione della libertà per 10 anni.

## Riferimenti culturali
La vicenda ha ispirato:
- il romanzo L'avversario, scritto da Emmanuel Carrère e pubblicato nel 2000[11][12]. Di tale opera è stato realizzato un omonimo adattamento cinematografico diretto da Nicole Garcia e presentato in concorso al Festival di Cannes 2002[13][14];
- il film A tempo pieno, diretto da Laurent Cantet nel 2001[15].